# Ryan Fry
Ryan Fry (n. 25 iulie 1978, Winnipeg, Manitoba, Canada) este un jucător de curl ce a reprezentat Canada, medaliat olimpic. A participat la o ediție a Jocurilor Olimpice (2014) în care a câștigat o medalie de aur.

## Participări
Lista de mai jos prezintă principalele competiții la care a participat Ryan Fry de-a lungul carierei.
- curling at the 2014 Winter Olympics – men's tournament[*]